# Stephansort

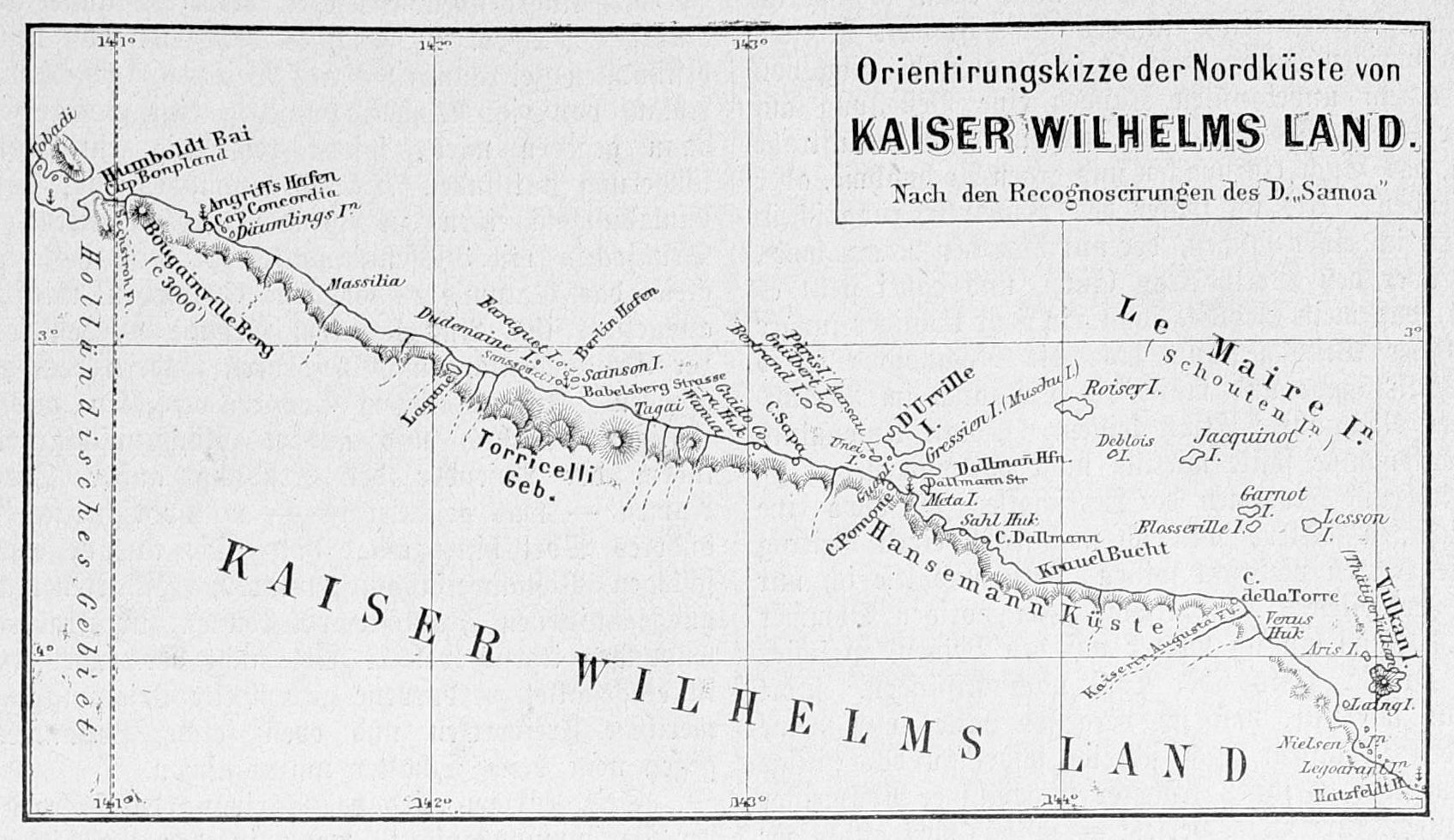
Le Kaiser-Wilhelms-Land avant la fondation de Stephansort (1887)

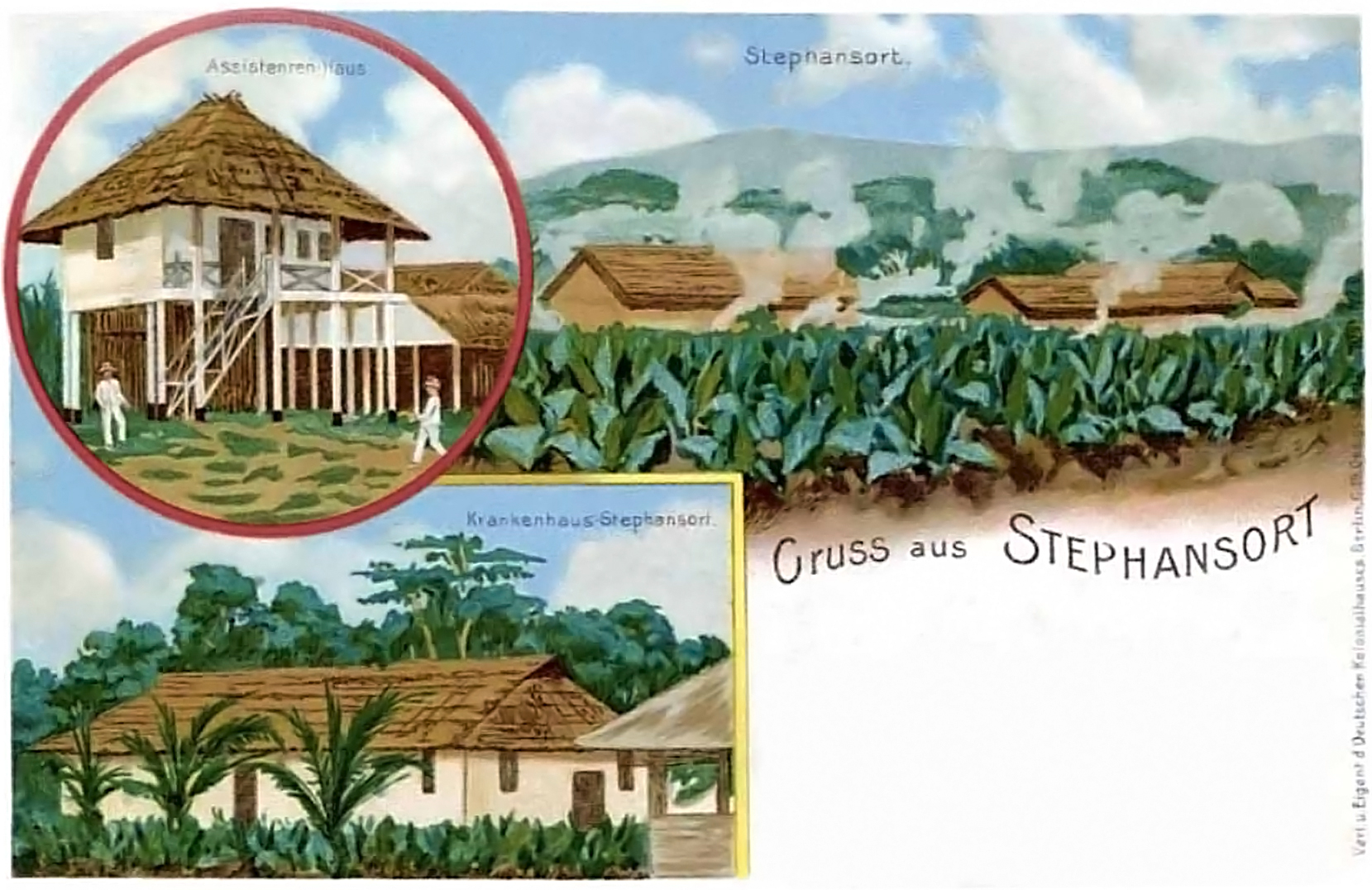
Stephansort, 1901.

Stephansort était un comptoir commercial de l'Empire allemand, fondé en 1888 par les investisseurs de la compagnie de Nouvelle-Guinée, qui se trouvait dans le Kaiser-Wilhelms-Land au nord-est de la Nouvelle-Guinée, lorsque celle-ci faisait partie de 1884 à 1914 de l'Empire colonial allemand. Ce comptoir, qui se trouvait dans la baie d'Astrolabe, donnant dans la mer de Bismarck, n'existe plus aujourd'hui.